# ダフィット・テニールス (子)
ダフィット・テニールス (子)（David Teniers de Jonge, 1610年 - 1690年）は、フランドルの画家。農民の野外での祭りや祝賀の様子、酒屋や台所の風景など大衆的な題材で知られているが、他にも宗教画や寓意画、風刺画や肖像画など多くの作品を残している。

## 生涯
アントウェルペン生まれ。父親は同名の画家ダフィット・テニールス (父)。父親を通してアダム・エルスハイマーやルーベンスの影響を受ける。また、1630年代にはアドリアーン・ブラウエルの影響を受ける。1637年にヤン・ブリューゲル (父)の娘アンナと結婚している。
1632年に聖ルカ組合に登録となりマエストロとしての地位を確立したが、それ以前から広くヨーロッパ中の王侯貴族を中心に知られた存在であった。1644年、テニールスはアントウェルペン画家組合の組合長に選出される。
ネーデルラント総督であるオーストリア大公レオポルト・ヴィルヘルム・フォン・エスターライヒ（en）は美術愛好家で、テニールスを宮廷画家として召抱えるだけではなく、自身のコレクションの管理をするようにも任命したため、1651年頃テニールスはブリュッセルに住居を移した。彼はこの地でヴィルヘルム公のために多くの絵画を収集し、版画化したコレクション・カタログを出版してもいる。現在はウィーンの美術史美術館にあるイタリアの巨匠たちの作品などがそれである。ヴィルヘルム公がウィーンに戻るまで公務は続いたが、その後の支配者であるフアン・ホセ・デ・アウストリアからも好意を得た。
1690年4月25日、ブリュッセルで老衰により亡くなる。息子のダフィット・テニールス3世も画家となった。

## 作品
- 『大公レオポルド・ヴィルヘルムのアオサギ狩り』 (1652-56頃) ルーヴル美術館
- 『聖アントニウスの誘惑』国立西洋美術館

## ギャラリー

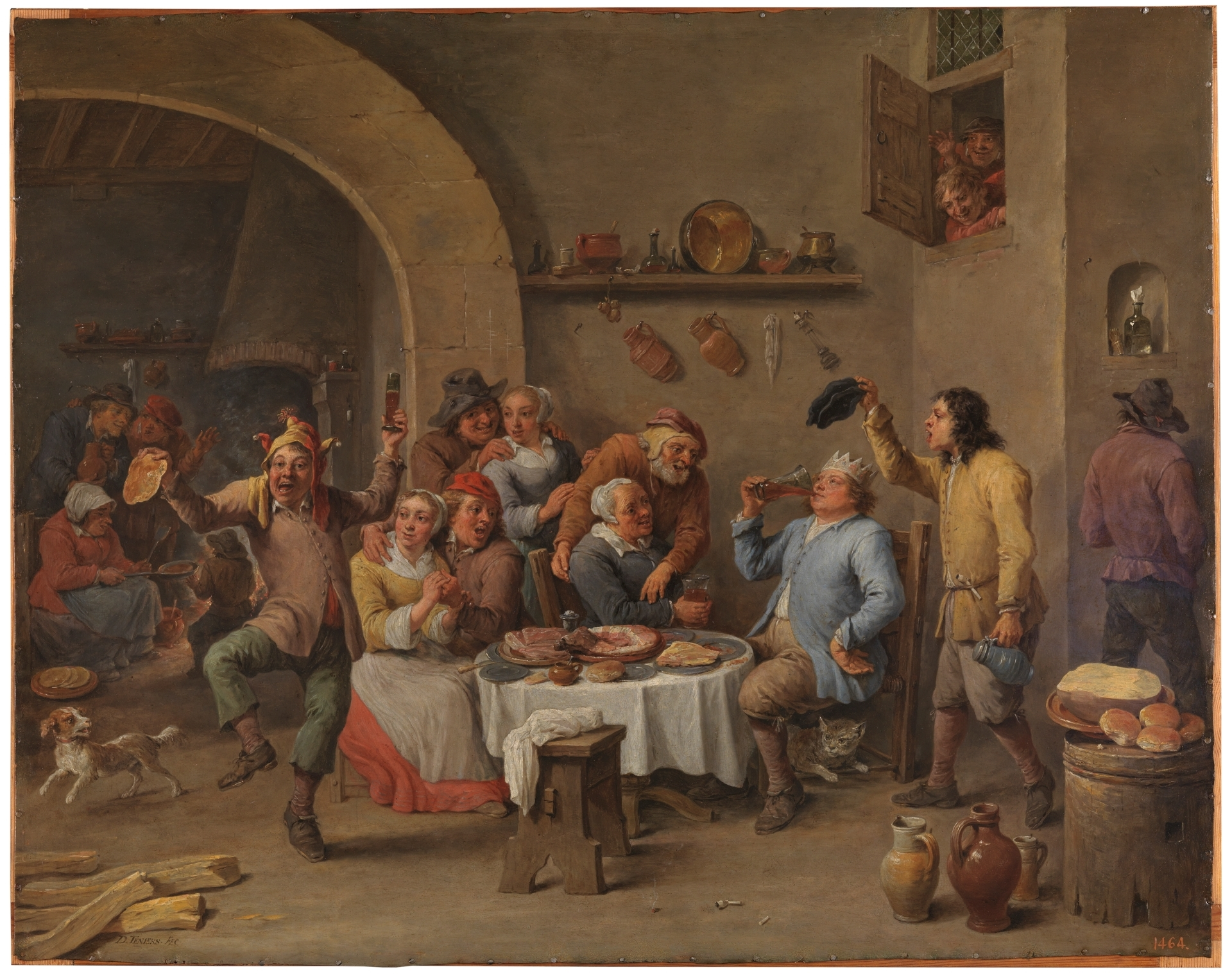
『酒を飲む王様』（1634-1640年頃）プラド美術館
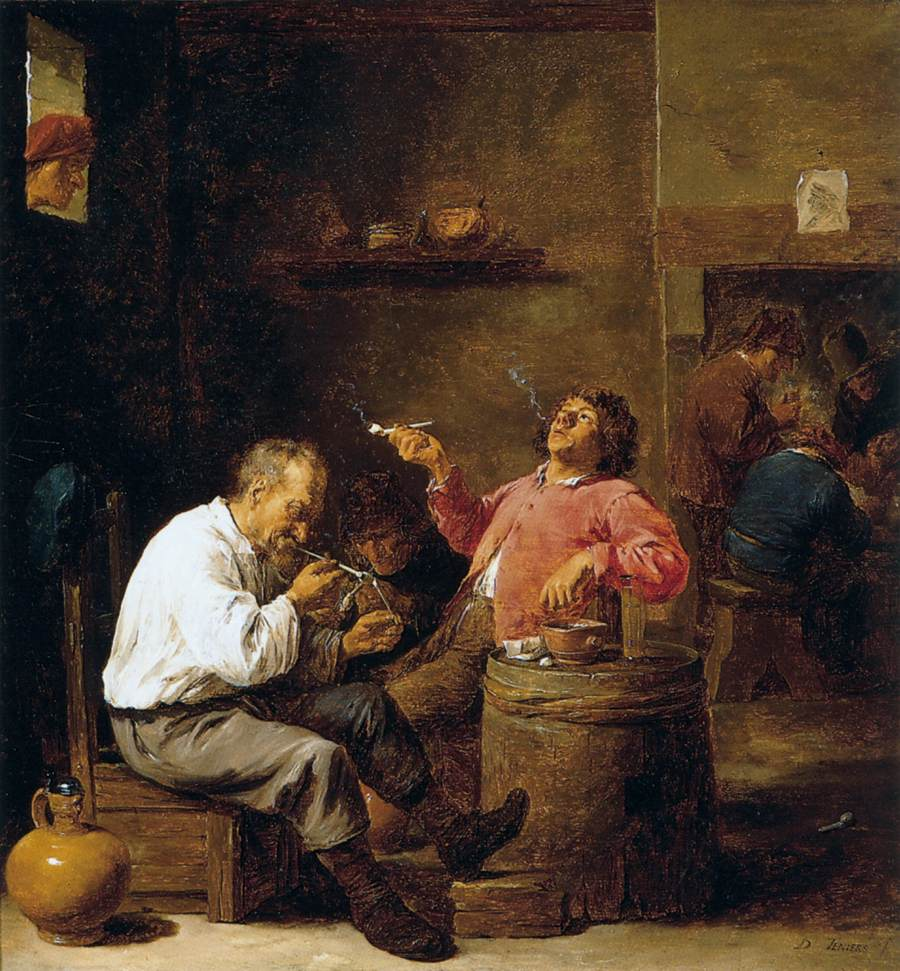
『喫煙者たち』（1637年頃）ティッセン＝ボルネミッサ美術館
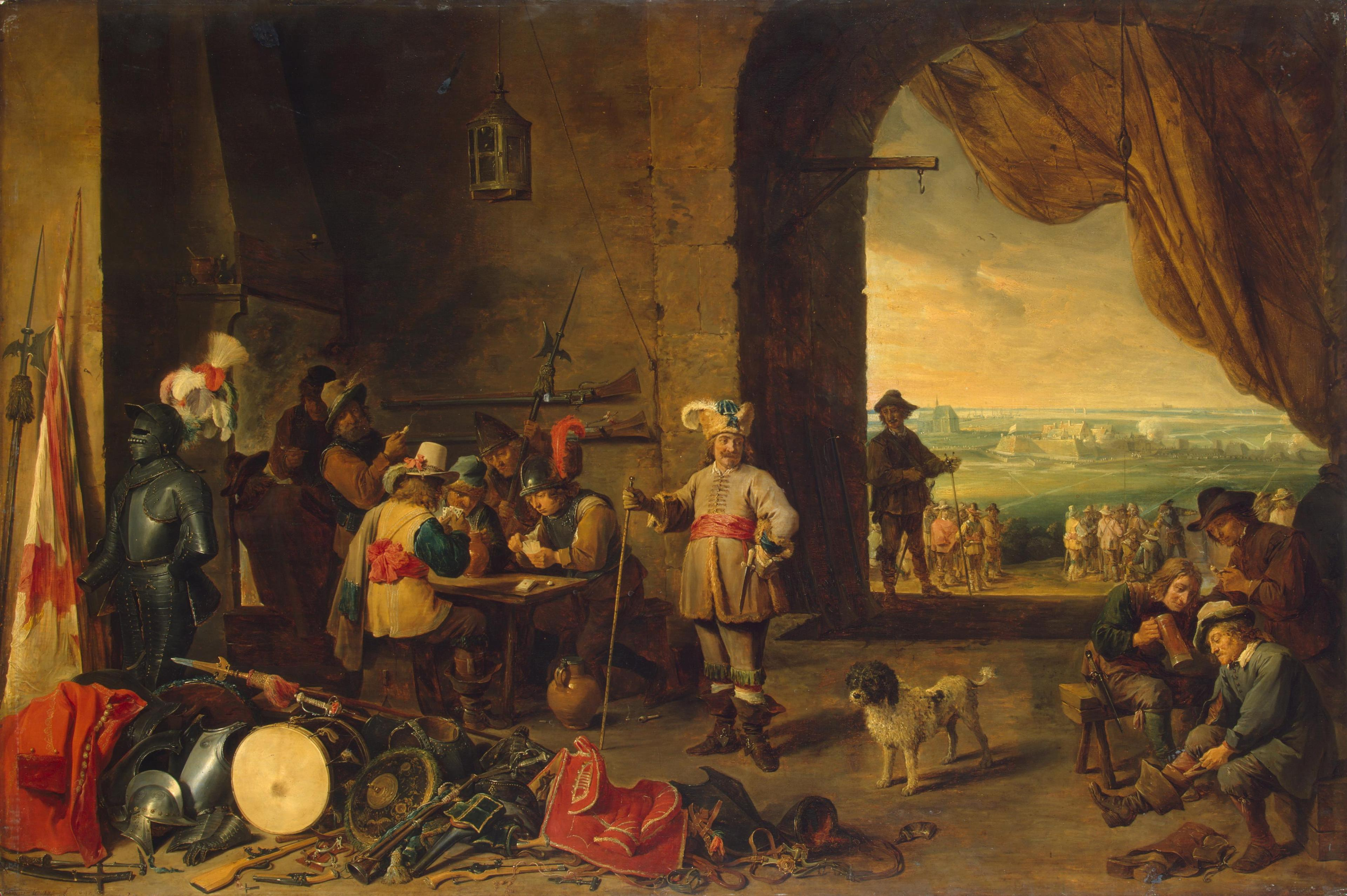
『衛兵室』（1642年）エルミタージュ美術館
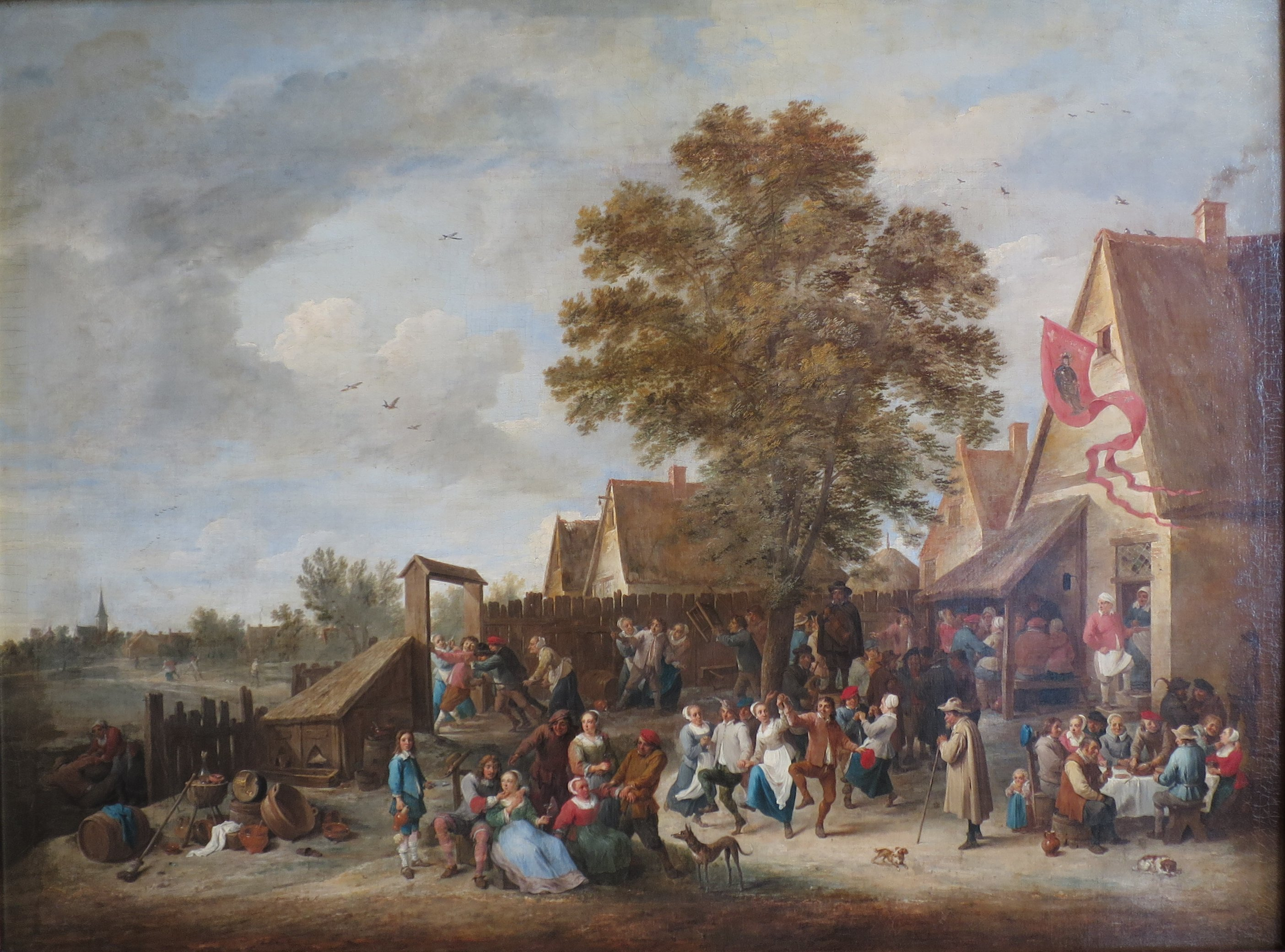
『村の祭り』（1646年）エルミタージュ美術館
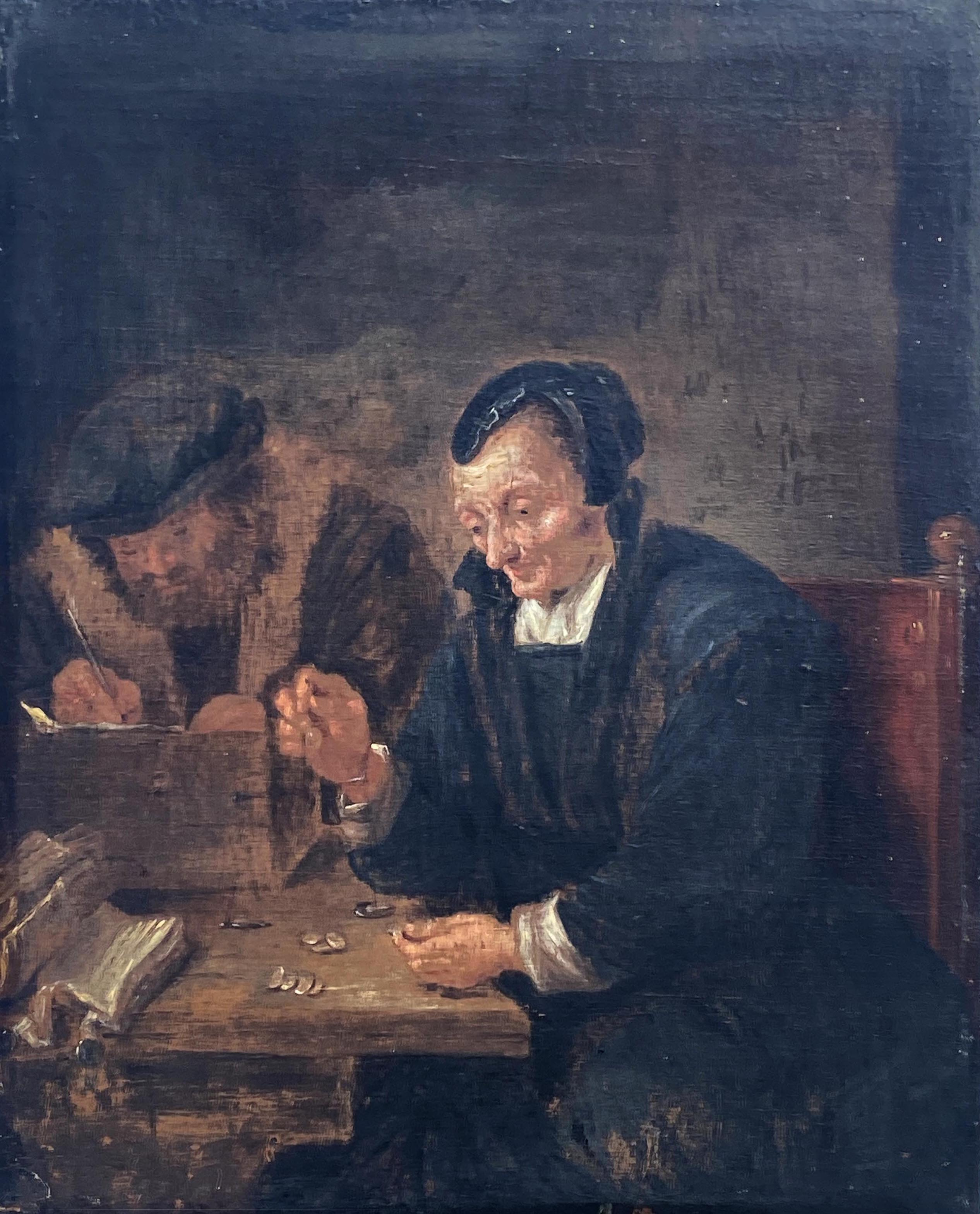
高利貸し (1640-1650年)
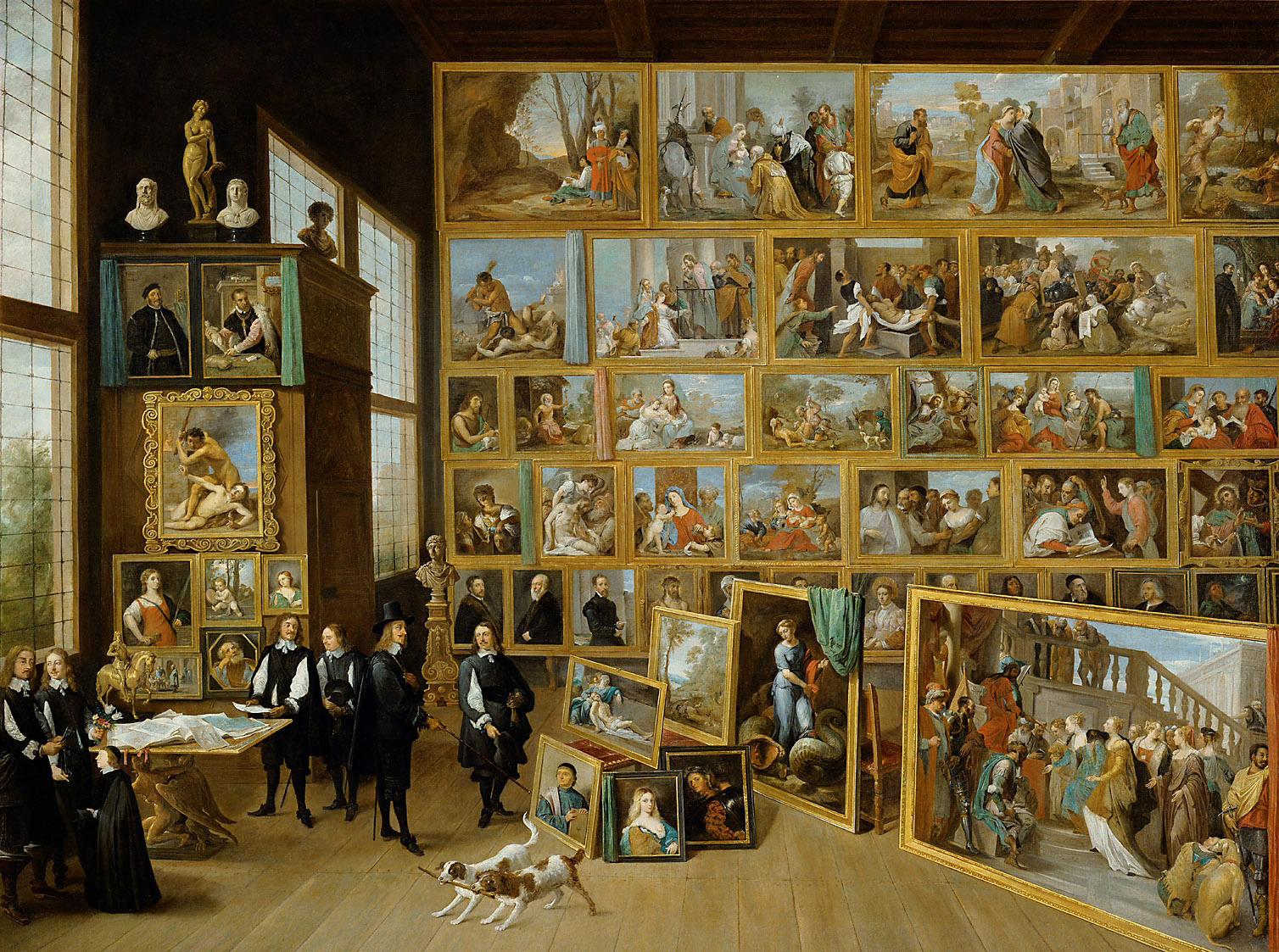
『レオポルト・ヴィルヘルム大公のブリュッセルの画廊』（1651年）美術史美術館

## 参照
1. ↑  出典:国立西洋美術館名作選. 東京, 国立西洋美術館, 2006., p. 165